# Плопу (Прахова)
Плопу (рум. Plopu) — село у повіті Прахова в Румунії. Входить до складу комуни Плопу.
Село розташоване на відстані 64 км на північ від Бухареста, 12 км на північний схід від Плоєшті, 82 км на південний схід від Брашова.

## Населення
За даними перепису населення 2002 року у селі проживали 999 осіб, усі — румуни. Усі жителі села рідною мовою назвали румунську.